# Igor Zubeldia
Pour les articles homonymes, voir Zubeldia.
Igor Zubeldia Elorza, né le 30 mars 1997 à Saint-Sébastien (Espagne), est un footballeur espagnol, qui évolue au poste de milieu défensif au sein du club de la Real Sociedad.

## Biographie

### Carrière en club
Le 29 août 2015, il dispute son premier match en professionnel avec la Real Sociedad B, à l'âge de 18 ans, face au CD Ebro, en remplaçant Martín Merquelanz à la 74e minute de jeu (défaite 1-0 à Sariñena). Ce match entre dans le cadre du championnat espagnol D3 2015-2016. Le 25 février 2016, le club de la Real Sociedad prolonge les contrats de plusieurs joueurs de leur effectif, notamment Igor qui prolonge jusqu'en 2021 avec le club.
Convoqué par Eusebio Sacristán, il joue son premier match avec l'équipe première de la Real le 13 mai 2016, face à Valence CF en Liga 2015-2016, après avoir remplacé Rubén Pardo à la 84e minute de jeu (victoire 1-0 au Stade de Mestalla).
Le 15 mai 2016, il marque son premier but en tant que professionnel avec l'équipe B, face au Talavera CF en match de championnat D3 (victoire 3-1 au Zubieta Facilities). Commençant le match sur le banc, il entre en jeu à la 77e minute de jeu à la place de Alejandro Sanz et marque à la 84e minute de jeu.
Le 20 décembre 2017, le natif de Saint-Sébastien marque son premier but avec la Real Sociedad, face au Séville FC lors d'un match de championnat espagnol 2017-2018 (victoire 3-1 au Stade d'Aneta). Bien qu'il ait commencé le match sur le banc, il fait l'exploit de remplacer David Zurutuza à la 76e minute de jeu et de marquer 30 secondes après son entrée en jeu, assisté par Mikel Oyarzabal.
Le 29 juin 2018, Igor Zubeldia prolonge son contrat avec le club basque jusqu'en 2024.

### Carrière en sélection
Avec les espoirs, Igor dispute les éliminatoires du championnat d'Europe espoirs 2019, campagne dans laquelle il dispute deux matchs : face à l'Albanie.

## Style de jeu
Milleu défensif très solide, il peut également jouer en tant que milieu central ou comme défenseur central.

## Statistiques

### Statistiques détaillées
| Saison                | Club                  | Championnat           | Championnat | Championnat | Coupe(s) nationale(s) | Coupe(s) nationale(s) | Supercoupe | Supercoupe | Compétition(s) continentale(s) | Compétition(s) continentale(s) | Compétition(s) continentale(s) | Total | Total |
| Saison                | Club                  | Division              | M.          | B.          | M.                    | B.                    | M.         | B.         | Comp.                          | M.                             | B.                             | M.    | B.    |
| 2015-2016             | Real Sociedad         | Liga                  | 1           | 0           | -                     | -                     | -          | -          | -                              | -                              | -                              | 1     | 0     |
| 2016-2017             | Real Sociedad         | Liga                  | 4           | 0           | -                     | -                     | -          | -          | -                              | -                              | -                              | 4     | 0     |
| 2017-2018             | Real Sociedad         | Liga                  | 24          | 1           | 1                     | 0                     | -          | -          | C3                             | 5                              | 0                              | 30    | 1     |
| 2018-2019             | Real Sociedad         | Liga                  | 33          | 0           | 4                     | 1                     | -          | -          | -                              | -                              | -                              | 37    | 1     |
| 2019-2020             | Real Sociedad         | Liga                  | 33          | 0           | 8                     | 0                     | -          | -          | -                              | -                              | -                              | 41    | 0     |
| 2020-2021             | Real Sociedad         | Liga                  | 24          | 1           | 2                     | 0                     | -          | -          | C3                             | 4                              | 0                              | 30    | 1     |
| 2021-2022             | Real Sociedad         | Liga                  | 26          | 0           | 1                     | 0                     | 1          | 0          | C3                             | 7                              | 0                              | 35    | 0     |
| 2022-2023             | Real Sociedad         | Liga                  | 31          | 1           | 3                     | 0                     | -          | -          | C3                             | 5                              | 0                              | 39    | 1     |
| 2023-2024             | Real Sociedad         | Liga                  | 30          | 0           | 6                     | 0                     | -          | -          | C1                             | 8                              | 0                              | 44    | 0     |
| 2024-2025             | Real Sociedad         | Liga                  | 28          | 0           | 5                     | 0                     | -          | -          | C3                             | 8                              | 0                              | 41    | 0     |
| Total sur la carrière | Total sur la carrière | Total sur la carrière | 234         | 3           | 29                    | 1                     | 1          | 0          | -                              | 37                             | 0                              | 301   | 4     |

## Palmarès

### En club
Real Sociedad
- Vainqueur de la Coupe d'Espagne
  - 2020.

### En équipe nationale
Espagne espoirs
- Vainqueur du Championnat d'Europe espoirs
  - 2019.